# Vigée-Lebrun (cratère)
Vigée-Lebrun est le nom d'un cratère d'impact présent sur la surface de Vénus. 
Le cratère a ainsi été nommé par l'Union astronomique internationale en 1991 en hommage à l'artiste peintre française Élisabeth Vigée Le Brun.  
Son diamètre est de 57,8 km. Il se situe dans la région du quadrangle de Greenaway (quadrangle V-24). 